# Línia evolutiva de Machop
Aquesta línia evolutiva de Pokémon inclou Machop, Machoke i Machamp.

## Machop
Machop és una de les espècies que apareixen a la franquícia Pokémon. És de tipus lluita i evoluciona a Machoke.

## Machoke
Machoke és una de les espècies que apareixen a la franquícia Pokémon. És de tipus lluita i evoluciona de Machop. Evoluciona a Machamp.

## Machamp
Machamp és una de les espècies que apareixen a la franquícia Pokémon. És de tipus lluita i evoluciona de Machoke.